# Ryal
Ryal – wieś w Anglii, w Northumberland, w dystrykcie (unitary authority) Northumberland, w civil parish Matfen. Leży 43.3 km od miasta Alnwick, 25.7 km od miasta Newcastle upon Tyne i 414.5 km od Londynu. W 1951 roku civil parish liczyła 41 mieszkańców.